# 501st Legion

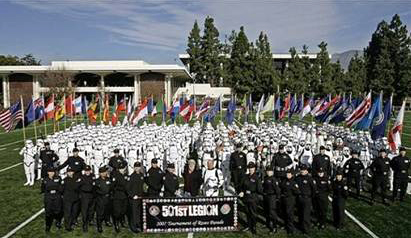
I membri della 501st Legion insieme a George Lucas nel 2007 durante la "Tournament of Roses Parade".

La 501st Legion è un'organizzazione internazionale di fan appassionati di Guerre stellari, che si occupa nello specifico della costruzione di accurate repliche delle armature delle forze Imperiali (Stormtrooper, Sith, Clone trooper, cacciatori di taglie, ed altri "cattivi" dell'universo di Guerre stellari). La 501st Legion, soprannominata Vader's Fist ("il pugno di Fener"), è costituita interamente da volontari.
Fondata nell'agosto 1997 nella Carolina del Sud da Albin Johnson e Tom Crews, la legione conta circa 10000 membri attivi in tutto il mondo, con sedi in 6 continenti diversi, in più di sessanta nazioni. Di frequente i membri della 501st Legion presenziano nel corso di eventi promozionali e di beneficenza. Il 17 marzo 2005 il padre della saga George Lucas è divenuto  "membro onorario" del fandom e il gruppo internazionale è stato ufficialmente riconosciuto dalla Lucasfilm a livello di immagine, in seguito alla sua fedeltà dimostrata nella replica accurata dei costumi e all'incredibile potenzialità nel partecipare agli eventi più importanti, tra cui le Star Wars Celebration.
Dopo il successo internazionale della 501st Legion, nel 2000, sempre negli Stati Uniti, è stata fondata la controparte dedicata ai costumi di personaggi "ribelli" (inclusi: Jedi, Senatori e Tributari), ovvero la Rebel Legion.

## Origine

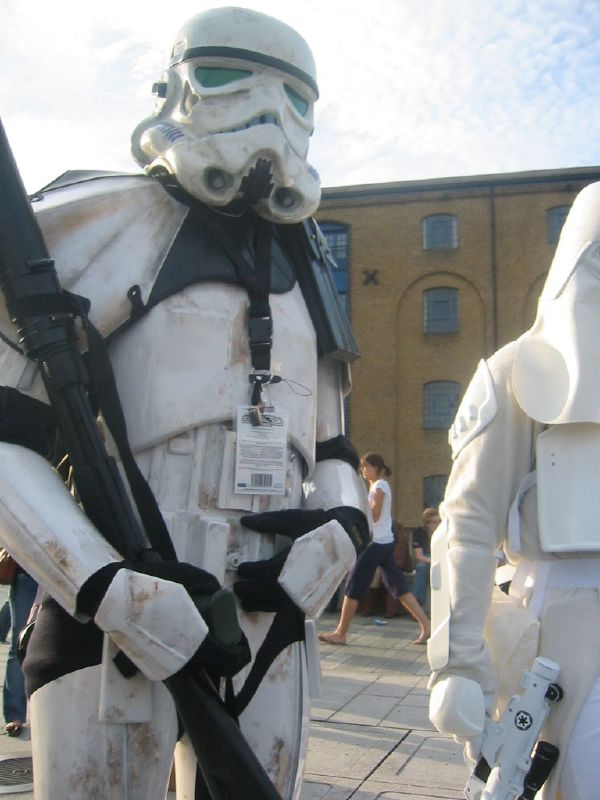

Nel 1997, Albin Johnson creò un sito internet chiamato "Detention Block 2551" per postare foto sue e del suo amico Tom Crews con indosso i loro costumi da Stormtrooper fatti in casa. Arnie DeHerrera diede vita al sito "Stormtrooperland" circa nello stesso periodo ed iniziò una corrispondenza via mail con Albin e Tom. Poco tempo dopo, Scott McArthur dal Canada sviluppò il logo originale dell'organizzazione con il motto "The Fighting 501st!", presto cambiato in "Vader's Fist". Dopo qualche settimana dal lancio dei siti, Albin iniziò ad essere contattato via mail da numerose persone interessate ad entrare a far parte dell'organizzazione, poiché anch'essi erano appassionati di Guerre stellari e si dilettavano a costruirsi da sé i propri costumi cercando di creare repliche il più perfette possibile rispetto alle uniformi ufficiali viste nei film. Quello che era solo un hobby a livello locale, divenne un fenomeno su scala globale e nacquero sottodivisioni regionali, distaccamenti, filiali varie in tutto il mondo.
Sebbene inizialmente gli sforzi della legione fossero riservati esclusivamente alla creazione di perfette armature bianche da stormtrooper imperiale come quelle viste sulla Morte Nera in Una Nuova Speranza, quando il gruppo si espanse incluse ogni altro costume del canone imperiale, come Sith, Sandtrooper, Snowtrooper, cacciatori di taglie, ufficiali dell'impero, Biker Scout.
I costumi realizzati, prima di ricevere l'approvazione e poter essere indossati agli eventi della 501st, devono essere inoltrati al "GML" (Garrison Membership Liason) della propria guarnigione che, a sua volta, sottopone in esame i costumi in questione ad una commissione speciale di giudici internazionali del gruppo, conosciuti come "LMO" (Legion Membership Officer).
Gli eventi ai quali sono spesso presenti membri in costume della 501st Legion sono principalmente convention di fantascienza e di fumetti o avvenimenti promozionali collegati a Star Wars. Successivamente, le attività dell'organizzazione si ampliarono anche a vari eventi di beneficenza.
Un decennio dopo la fondazione del gruppo da parte di Albin e Tom, il 1º gennaio 2007, duecento membri della legione sfilarono nell'annuale Tournament of Roses Parade a Pasadena, California, con in testa lo stesso George Lucas in veste di "Gran Maresciallo". La 501st Legion è un'organizzazione "Non Profit" e non percepisce alcun compenso per i suoi servizi e apparizioni; tuttavia, spesso vengono incoraggiate donazioni volontarie da parte dei frequentatori degli eventi presenziati dalla 501st sotto forma di rimborso spese.
Nel 2004, il noto scrittore Timothy Zahn, dietro approvazione della Lucasfilm, rese onore alla legione incorporando la "501st Legion Elite Stormtrooper Unit" nel suo romanzo di Star Wars intitolato Survivor's Quest. Da allora molti altri scrittori hanno inserito la 501st Legion nei loro racconti inserendone il nome a tutti gli effetti nell'universo di Guerre stellari.

## Organizzazione

### Unità locali
Essendo un'organizzazione internazionale che riceve dozzine di richieste di apparizione al giorno, la Legione ha dislocato delle unità locali per meglio gestire le richieste e coordinare la presenza agli eventi, il reclutamento e la promozione.
Esistono tre tipologie di unità locali:
- Guarnigioni (Garrison) sono le unità locali più grandi. Devono esserci almeno 25 membri attivi, ma non c'è un numero massimo di membri. Ci sono 76 guarnigioni nel mondo e con oltre 900 membri attivi la guarnigione tedesca (German Garrison) è ad oggi quella con più membri. La guarnigione italiana (nota con il nome di Italica Garrison) è stata fondata nel 2001 ed ha esordito alla fiera del fumetto Romics nello stesso anno, ad oggi conta più di 200 membri attivi. A differenza delle unità dei paesi europei, nelle nazioni più grandi come : Australia, Brasile, Canada, Stati Uniti vi possono essere una o più "Guarnigioni" per ogni singolo stato o regione del paese.
- Avamposti (Outpost) sono le unità locali più piccole, costituite da uno o più membri, e ammontano a 30.
- Squadre (Squad) sono suddivisioni in gruppi delle stesse Guarnigioni, create per coordinare al meglio gli eventi fieristici nelle varie zone di competenza. Le squadre sono formate da almeno 10 membri di una Garrison, che abitino tutti nella stessa regione, in residenze vicine il più possibile. Non viene richiesto che un'unità debba avere necessariamente una squadra, e molte non ne hanno alcuna. La guarnigione italica ha cinque squadre operative in tutte le aree del paese. Al mondo vi sono circa 76 squadre ("squad").

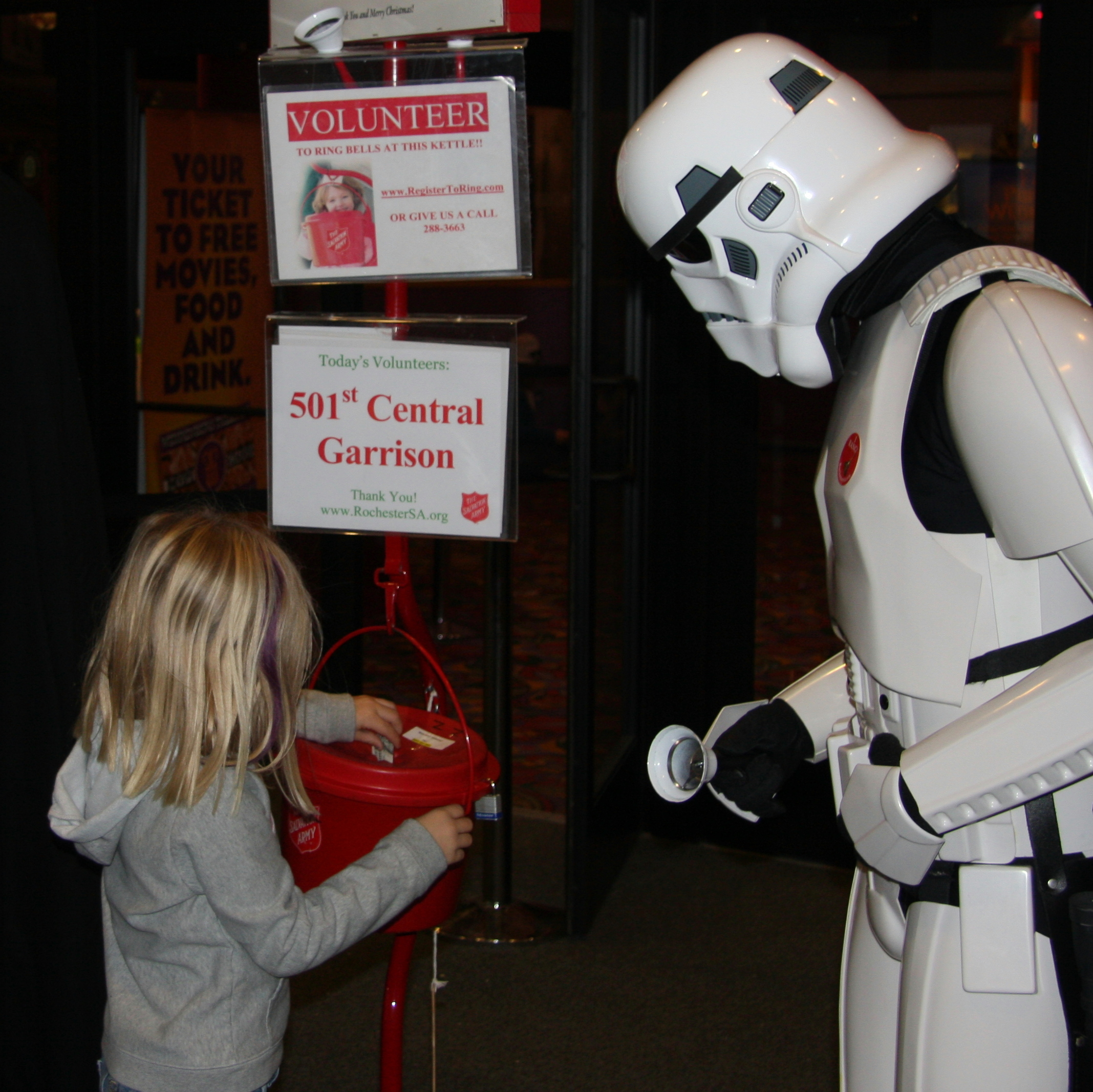
Un membro della 501st in costume da stormtrooper presenzia ad una raccolta fondi per l'esercito della salvezza

### Detachment (Distaccamenti)
Mentre guarnigioni, squadre, e avamposti hanno membri che indossano tutte le varietà di costumi, i distaccamenti della legione hanno membri che si occupano solo di particolari costumi.
Attualmente esistono quindici distaccamenti ufficiali nella 501st Legione. Ognuno si occupa dello studio, della costruzione e promozione di particolari tipi di costumi delle forze imperiali. Una volta diventati parte della 501st, ciascun membro attivo può richiedere di entrare a far parte ufficialmente anche come membro effettivo del determinato distaccamento alla quale il proprio costume appartiene.
- Armored Cavalry Detachment: AT-AT Commander , AT-AT Driver, AT-ST Driver e Armor Assault Commander
- Blizzard Force: Snowtrooper, Galactic Marines, Snow Scout, Wampa
- Bounty Hunters Guild: Cacciatori di taglie
- Clone Trooper Detachment: Clone Trooper "Fase I" (Episodio II) e "Fase II" (Episodio III), e della serie animata televisiva  The Clone Wars
- First Imperial Stormtrooper Detachment: Stormtrooper originali, Stormtrooper nuovi (Primo Ordine) e Stormtrooper della serie animata televisiva Star Wars Rebels. Sono inclusi anche vari sottogeneri di armature derivate dall'armatura da Stormtrooper originale.
- Flagship Eclipse Detachment: Sith Lord e adepti del lato oscuro dall'universo Universo espanso (Legends)
- Imperial Gunnery Corps: Imperial Gunner
- Imperial Officer Corps: Ufficiali Imperiali, addetti vari, e truppe Marina Imperiale/Morte Nera
- Jolly Roger Squadron: Piloti T.I.E. originali e Piloti T.I.E nuovi (Primo Ordine) e anche Piloti T.I.E dall Universo espanso (Legends)
- Krayt Clan: Sabbipodi, Jawa, guardie Gamorreane, ed altri scagnozzi del palazzo di Jabba
- Mos Eisley Police Department: Sandtrooper
- Pathfinders Detachment: Biker Scout, Kashyyyk Scout e Shoretrooper (Rogue One)
- Sith Lord Detachment: Sith Lord e adepti del lato oscuro canonici: Dart Fener (Vader), Sidious, Maul, Tyranus, Plagueis.
- Sovereign Protectors: Guardie reali dell'Imperatore
- Spec Ops Detachment: Truppe d'assalto militari riservate per le "operazioni speciali" e che sono presenti sia in materiali canonici e dall'Universo espanso (Legends)

## Membri
Requisiti fondamentali per entrare a far parte della legione sono avere almeno 18 anni e possedere una o più repliche certificate di un costume di un "cattivo" di Guerre stellari.
Per essere ammessi, gli standard di qualità dei costumi devono essere molto alti e sono indicati nella "501st Legion Costume Reference Library" (CRL).

### ID (Numeri identificativi)
I membri della 501st Legion si riferiscono gli uni con gli altri con una combinazione di lettere e numeri, come per esempio, TK-899, TR-3774, o DZ-40201. Questa tradizione trae le sue origini da una battuta di Episodio IV: «TK-421, perché non sei al tuo posto?». Il fondatore della 501st, Albin Johnson, decise in seguito che i "Desert Trooper avrebbero avuto la sigla “TD” come identificativo, Snowtrooper “TS”, e Biker Scouts “TB”."
A ogni membro della legione viene assegnato un numero identificativo all'entrata nell'organizzazione. Esso diventa il loro codice a vita, e non sarà mai assegnato a nessun altro, nemmeno dopo il decesso dell'assegnatario originale.

## Scopi
La 501st Legion è un'organizzazione costituita interamente da volontari che si prefigge di riunire appassionati di costuming di Star Wars da tutto il mondo, sotto un'identità collettiva che consenta loro di operare nel miglior modo possibile. La 501st Legion cerca di promuovere l'interesse verso il franchise di Guerre stellari attraverso la costruzione di repliche esatte dei costumi di scena visti nei vari film della saga, facilitare l'utilizzo di questi costumi in vari eventi correlati a Star Wars, e contribuire alla comunità locale attraverso volontariato e raccolte fondi a favore di associazioni benefiche di vario genere.